# 斉藤優 (政治家)
斉藤 優（さいとう まさる、1959年（昭和34年）11月14日 - ）は、日本の政治家。群馬県議会議員（2期）。過去には、伊勢崎市議会議員（4期）などを務めた。

## 来歴
群馬県佐波郡境町（現在の伊勢崎市境町）に米穀商の長男として生まれる。伊勢崎市立境小学校、伊勢崎市立境南中学校、群馬県立前橋高等学校、中央大学法学部法律学科卒業。卒業後も政治・法律の勉強を継続。
1982年、父親の発病にともない、東京より帰郷。自分の勉強部屋で小・中・高校生に勉強を教え始める。
1990年、有限会社優伸ゼミナールを設立し、代表取締役に就任（パソコン教室も経営）。
1997年、群馬学習塾協同組合理事長、境町商工会青年部長を務める。
1999年、境町議会議員に初当選。
2002年9月、常設型住民投票条例を議会に提出し賛成多数で可決成立（議員発議では、全国で初めて）。
2003年、境町議会副議長、境町商工会副部長を務める。
2006年4月、伊勢崎市議会議員選挙初当選。
2007年、伊勢崎市立境小学校PTA会長を務める。
2008年、伊勢崎市議会副議長を務める。
2011年、第七代伊勢崎市議会議長を務める。
2012年、境ライオンズクラブ会長を務める。
2017年、伊勢崎市議会運営委員長を務める。
2019年4月、群馬県議会議員選挙に伊勢崎市選挙区から自由民主党公認で立候補して、初当選を果たし現在まで2期務める。

## 政策・主張
- 政治信条は「弱い立場の人のために働きたい」「困っている人の力になりたい」[1]

## 人物
- 好きな言葉は「変化は進歩なり」
- 趣味は読書（kindleで濫読）[1]